# Акролеин
Акролеи́н (лат. acris — острый, едкий + oleum — масло) (пропеналь) — H2C=CH-CHO, альдегид акриловой кислоты, простейший ненасыщенный альдегид.
При обычных условиях легколетучая жидкость с резким запахом, пары вызывают слезоточение, сильный лакриматор.

## Реакционная способность
Акролеин как непредельный альдегид, проявляет реакционную способность, свойственную как олефинам, так и альдегидам. Так, акролеин образует ацетали.
Альдегидная группа легко, даже при стоянии на воздухе окисляется до карбоксильной:
{\displaystyle {\ce {H2C=CH-CHO ->[{\ce {O}}] H2C=CH-COOH}}}
и восстанавливается до гидроксильной:
{\displaystyle {\ce {H2C=C-CHO ->[][{\ce {H}}] H2C=CH-CH2OH}}}.
Карбонильная группа акролеина находится в сопряжении с двойной связью, что обуславливает его высокую реакционную способность по отношению к нуклеофилам, при этом присоединение идёт по β-атому углерода:
{\displaystyle {\ce {H2C=CH-CHO\ + HX -> XH2C-CH2-CHO}}},
{\displaystyle {\ce {X = OH, Hal, RO, RS}}}.
Присоединение азотистой кислоты ({\displaystyle {\ce {X = NO2}}}) к акролеину используется как препаративный метод синтеза 3-нитропропаналя.
Галогены присоединяются к акролеину по двойной связи с образованием дигалогенпроизводного, которое далее отщепляет галогеноводород с образованием α-галогенакролеина:
{\displaystyle {\ce {H2C=CH-CHO + Hal2 -> HalH2C-CHHal-CHO}}};
{\displaystyle {\ce {HalH2C-CHHal-CHO -> H2C=CHal-CHO + HHal}}}.
Благодаря наличию электроноакцепторной альдегидной группы, сопряжённой с двойной связью, акролеин является диенофилом и реагирует с диенами с образованием продуктов циклоприсоединения (реакция Дильса-Альдера):

## Синтез
В лаборатории акролеин получается дегидратацией глицерина в присутствии гидросульфата калия:
В промышленности акролеин получают каталитическим окислением пропилена над оксидными висмут-молибденовыми катализаторами или оксидом меди. Ранее в промышленности был распространён процесс парофазной кротоновой конденсации ацетальдегида с формальдегидом (устаревший метод):

## Токсичность, особенности обращения
Вследствие своей чрезвычайно высокой реакционной способности акролеин является токсичным, сильно раздражающим слизистые оболочки глаз и дыхательных путей соединением, сильный лакриматор. Максимально разовая предельно-допустимая концентрация в воздухе 0,03 мг/м³. Среднесуточная предельно-допустимая концентрация в воздухе 0,01 мг/м³ (Список ПДК ГН 2.1.6 1338-03). Вызывает мутагенез у микроорганизмов и дрожжей, проявляет мутагенные свойства на культуры клеток млекопитающих.
Класс опасности — 2 (вещества высокоопасные) согласно ГОСТ 12.1.007-76.
Акролеин является одним из продуктов термического разложения глицерина и жиров-триглицеридов, чем объясняются раздражающие слизистые оболочки свойства дыма горелого жира.

## Аспекты охраны труда
ПДК в воздухе рабочей зоны 0,2 мг/м3. По данным люди могут не почувствовать запах при опасной концентрации. Порог восприятия запаха может быть 0,8 мг/м3 и свыше 4,1 мг/м3. Для защиты от акролеина следует использовать эффективные средства коллективной защиты.

## Применение
Применяют для синтеза акрилонитрила, глицерина, пиридина, β-пиколина, аминокислот (метионина), этилвиниловых эфиров, глутарового альдегида, полиакролеина. Также используется в производстве лекарственных препаратов.
Во время Первой мировой войны использовался в качестве химического оружия.